# Lee Quinones
Lee George Quinoňes (Ponce, 1960) è un writer statunitense, uno dei primi della sua epoca.
Trasferito nel Bronx, a New York, a partire dal 1976 Lee incomincia a dipingere interi murales e vagoni delle metropolitane, mentre nel 1983 è Ray, il protagonista del film "Wild Style" che tra l'altro è un writer proprio come lui.